# Мика, Василий Яковлевич
Василий Яковлевич Мика (14 августа 1925, Пятихатки, Криворожский округ — 2 февраля 2000, Днепропетровск) — участник Великой Отечественной войны, советский офицер, гвардии полковник.
Командир 10-го отдельного танкового батальона 6-й гвардейской мотострелковой Львовской ордена Ленина Краснознамённой ордена Суворова дивизии, отличившейся во время Берлинского кризиса 1961 года.

## Биография
Василий Яковлевич Мика родился 14 августа 1925 года в селе Пятихатки (ныне город в Днепропетровской области).
Окончить школу помешала начавшаяся война. Осенью 1941 года шестнадцатилетний Василий был эвакуирован в Самарканд, где стал работать токарем в местном паровозном депо.
Осенью 1942 года поступил в развернутое в Самарканде 2-е Харьковское танковое училище, которое закончил в апреле 1944 года, после чего отбыл на 2-й Прибалтийский фронт в 1476-й самоходный артиллерийский полк 371-й стрелковой дивизии. 16 июля 1944 года в бою у д. Белая Полоцкой (ныне Витебской) области командир СУ-76 младший лейтенант Мика В. Я. получил тяжёлое ранение. После пятимесячного лечения его выписывают из госпиталя, но до полного выздоровлении еще далеко, и до конца войны Василий Яковлевич Мика находится в резерве офицерского состава.
- С весны 1945 по 1946 годы — служба в Польше и Германии,
- В Киевском военном округе заканчивает курсы усовершенствования офицерского состава, командует взводом
- командует батареей САУ, (капитан).
- с 1957 года заместитель командира танкового батальона.
- C 1959 года заместитель командира танкового батальона 81-го гвардейского мотострелкового Петроковского дважды Краснознамённого орденов Суворова, Кутузова и Богдана Хмельницкого полка 6-й гв. мотострелковой дивизии. Эбесрвальде ГСВГ.

- С апреля 1961 года командир 3-го танкового батальона 68-го гвардейского танкового Житомирско-Берлинского Краснознамённого орденов Суворова, Кутузова Богдана Хмельницкого и Александра Невского полка 6-й гв. мотострелковой дивизии. Всего через полгода именно его батальону предстоит сыграть решающую роль в Берлинском кризисе 1961 года и октябрьском противостоянии у КПП "Чарли", тогда мир находился буквально на волоске от мировой войны.

...12 августа 1961 года было запрещено свободное перемещение между Западным и Восточным Берлином. Немецкие коммунисты действовали решительно: по тревоге были мобилизованы все рядовые члены партии, которые создали живое оцепление вдоль границы Восточного и Западного Берлина. Они стояли до тех пор, пока весь Западный Берлин не был окружён бетонной стеной с контрольно-пропускными пунктами...
24 августа в ответ на возведение стены вдоль неё было развернуто около тысячи американских военнослужащих, поддерживаемых танками. 29 августа советское правительство объявило о временной задержке увольнения в запас из советских Вооруженных Сил... В разгар Берлинского кризиса, когда резко обострилась угроза вооружённого конфликта в Европе, Главнокомандующим Группы советских войск в Германии был назначен Маршал Советского Союза И. С. Конев (август 1961 года), а Якубовский И.И. был переведён на пост его первого заместителя...
13 сентября два советских истребителя произвели предупредительные выстрелы по двум американским транспортным самолётам, летевшим в Западный Берлин...
В сентябре — октябре 1961 г. американская военная группировка в ФРГ была увеличена на 40 тыс. человек, и был проведен целый ряд учений.
26–27 октября в Берлине возник конфликт, известный как «инцидент у КПП «Чарли»». Советская разведка донесла Хрущёву Н. С. о готовившейся американской попытке снести пограничные заграждения на Фридрихштрассе. К КПП «Чарли» прибыли три американских джипа с военными и гражданскими лицами, за ними шли мощные бульдозеры и 10 танков. В ответ на Фридрихштрассе прибыла 7-я танковая рота капитана Войтченко 3-го танкового батальона майора Мики В.Я. 68-го советского гвардейского танкового полка. Опознавательные знаки на советских боевых машинах были замазаны грязью, чтобы создать впечатление, что они принадлежат ГДР. Советские и американские танки стояли друг против друга всю ночь. Советские танки были отведены утром 28 октября. После этого были отведены и американские танки. Это означало окончание Берлинского кризиса.

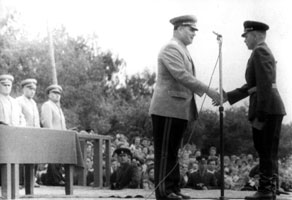
Главком ГСВГ генерал армии Якубовский И.И. вручает отличившемуся в период Берлинского кризиса 1961 года. гв. майору Мика В. Я. орден Красной Звезды. Бернау, лето 1962 года

Гвардии майор Мика В. Я. и его подчиненные блестяще выполнили поставленную перед ними боевую задачу.
Главком ГСВГ генерал армии Якубовский И. И. вручил гв. майору Мика В. Я. орден Красной Звезды.
- В ноябре 1964 года В. Я. Мика становится командиром 10-го отдельного танкового батальона 6-й гвардейской мотострелковой Львовской ордена Ленина Краснознамённой ордена Суворова дивизии, которым успешно командует почти два года.

- В октябре 1966 года назначен в Киевский военный округ на должность заместителя командира 319-го гвардейского танкового полка 42-й гвардейской танковой дивизии.

Уволившись в запас из рядов Вооруженных Сил, Василий Яковлевич длительное время работал в штабе гражданской обороны Индустриального района г. Днепропетровск.
Умер Василий Яковлевич Мика 2 февраля 2000 года.

## Награды
- Орден Отечественной войны I степени
- Орден Отечественной войны II степени [1][2]
- Орден Красной Звезды
- Орден Красной Звезды
- Орден Красной Звезды
- Орден Красной Звезды
- Медаль За боевые заслуги
- Медаль «В ознаменование 100-летия со дня рождения Владимира Ильича Ленина»
- Медаль «За победу над Германией в Великой Отечественной войне 1941—1945 гг.» (9 мая 1945[3])
- Юбилейная медаль «Двадцать лет Победы в Великой Отечественной войне 1941—1945 гг.» (7 мая 1965[4])
- Юбилейная медаль «Тридцать лет Победы в Великой Отечественной войне 1941—1945 гг.»[5]
- Медаль «Сорок лет Победы в Великой Отечественной войне 1941-1945 гг.»[6]
- Юбилейная медаль «50 лет Победы в Великой Отечественной войне 1941—1945 гг.»[7]
- Медаль «Ветеран Вооружённых Сил СССР»
- Медаль «30 лет Советской Армии и Флота».[8]
- Юбилейная медаль «40 лет Вооружённых Сил СССР»[9]
- Юбилейная медаль «50 лет Вооружённых Сил СССР» (26 декабря 1967[10])
- Юбилейная медаль «60 лет Вооружённых Сил СССР» (28 января 1978[11])
- Юбилейная медаль «70 лет Вооружённых Сил СССР» (28 января 1988[12])
- Медаль «За безупречную службу» I степени
- Знак «25 лет Победы в Великой Отечественной войне» (24 апреля 1970)
- Медали.
- Иностранные награды

## Память
- На могиле установлен надгробный памятник.
- Имя воина увековечено в Главном Храме Вооружённых сил России и на мемориале «Дорога памяти»[13].

## Фотографии

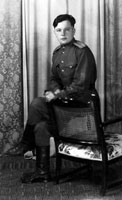
Младший лейтенант Мика В. Я. в Берлине. Ноябрь 1945 года
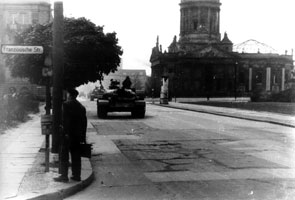
Выдвижение 3-го тб 68-го гв. тп на исходные позиции.1961 Берлин.
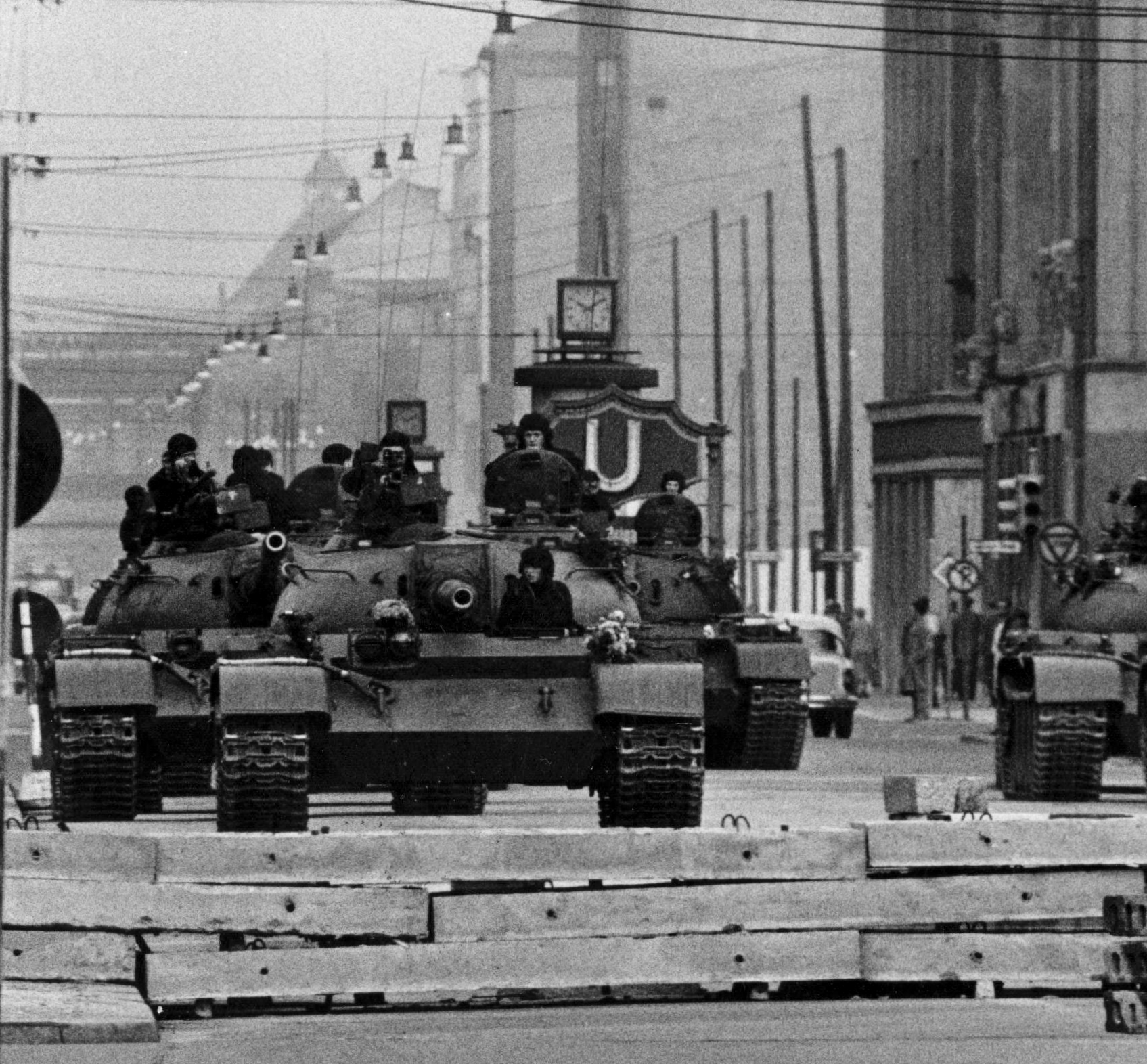
Противостояние советских и американских танков 29.10.1961 Берлин.
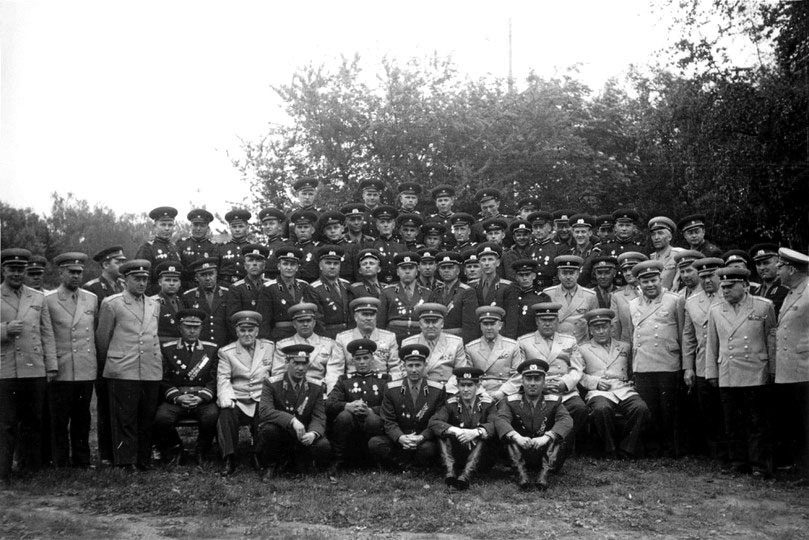
68-й гв. тп 6-й гв. мсд. Главком ГСВГ Якубовский И.И. среди награждённых отличившихся в период Берлинского кризиса 1961 года. Бернау 1962.